# The Love Boat: The Next Wave
The Love Boat: The Next Wave foi uma série de televisão estadunidense, exibida pela UPN entre 1998 e 1999. O seriado foi baseado em The Love Boat, criação de Aaron Spelling que foi um sucesso nos anos 80. Vários membros do programa original fizeram participações especiais neste, entre eles, Bernie Kopell e Lauren Tewes, que reprisaram seus papéis em um episódio.

## Premissa
O comandante aposentado da marinha, Jim Kennedy, agora está divorciado e tem um filho adolescente de quem cuidar. No entanto, ele aceita o tomar o comando de um famoso navio de cruzeiro, onde ele e sua tripulação tem que conviver com passageiros diferentes a cada nova semana.

## Elenco
| Ator           | Personagem           |
| -------------- | -------------------- |
| Robert Urich   | Cpt. Jim Kennedy III |
| Phil Morris    | Will Sanders         |
| Tim Maculan    | Donald Griswald      |
| Joan Severance | Camille Hunter       |

| Ator          | Personagem      |
| ------------- | --------------- |
| Corey Parker  | Dr. John Morgan |
| Randy Vasquez | Paolo Kaire     |
| Kyle Howard   | Danny Kennedy   |
| Kate McNeil   | Pat Kennedy     |

## Episódios
No total, The Love Boat: The Next Wave consistiu de duas temporadas com 25 episódios, 6 na primeira e outros 19 na segunda.